# LulzSec
Lulz Security, abbreviato in LulzSec, è un gruppo hacker che si dichiara responsabile di diversi attacchi pirata d'alto livello come la compromissione degli account degli utenti della Sony Pictures nel 2011 e la messa offline del sito della CIA. Divenne famoso per questi suoi attacchi di rilievo e per i suoi messaggi sarcastici pubblicati dopo gli attacchi. Il gruppo non compie attacchi a scopo di lucro, infatti i membri di Lulz dichiarano che la principale motivazione è divertirsi nel causare caos; lo scopo bensì è quello di far risaltare il più possibile l'aspetto comico dei propri attacchi.

## Origine del nome
Lulz è un neologismo che prende origine dall'acronimo inglese LOLs (Laughing Out Loud, "ridendo rumorosamente"), sinonimo di "risata" su Internet, e Sec come diminutivo di Security, cioè sicurezza in italiano.

## Storia
Il gruppo inizia la sua attività nel maggio 2011, sebbene alcuni dei membri operassero già da tempo sotto il nome "Internet Feds". Il 26 giugno 2011, dopo una lunga serie di attacchi a compagnie di alto profilo come Panda Security, Sony, PBS e altre compagnie rilasciano la loro ultima release "50 days of lulz". Entro marzo 2012 vengono arrestati quasi tutti (si stima che 4 membri siano ancora sconosciuti, uno pare fosse Italiano *) i vertici del gruppo, grazie all'aiuto di uno di loro diventato nel frattempo un infiltrato, Hector Monsegur, detto Sabu.

## Opinioni
Dopo la compromissione del sito del dipartimento di pubblica sicurezza dell'Arizona furono additati come gruppo cyber-terroristico. Altri esperti di sicurezza hanno applaudito LulzSec per aver posto l'attenzione sull'insicurezza dei sistemi e la pericolosità del riuso di password.

## Ex membri
- Hector Monsegur detto Sabu
- Jake Leslie Davis detto Topiary
- Ryan Ackroyd detto Kayla/KMS
- Mustafa Al-Bassam detto Tflow
- Avunit detto Avi
- Parabolic_B *
- Palladium detto Elpalabra
- Anarchaos
- Ryan Cleary (Asperger)
- Hackor detto Simont